# Beeville, Texas
Beeville là một thành phố thuộc quận Bee, tiểu bang Texas, Hoa Kỳ. Năm 2010, dân số của xã này là 12863 người.

## Dân số
- Dân số năm 2000: 13129 người.
- Dân số năm 2010: 12863 người.